# Бадачоньтомай
Бадачоньтомай (угор. Badacsonytomaj) — місто в медьє Веспрем в Угорщині. Населення 2272 особи (2004).

## Галерея

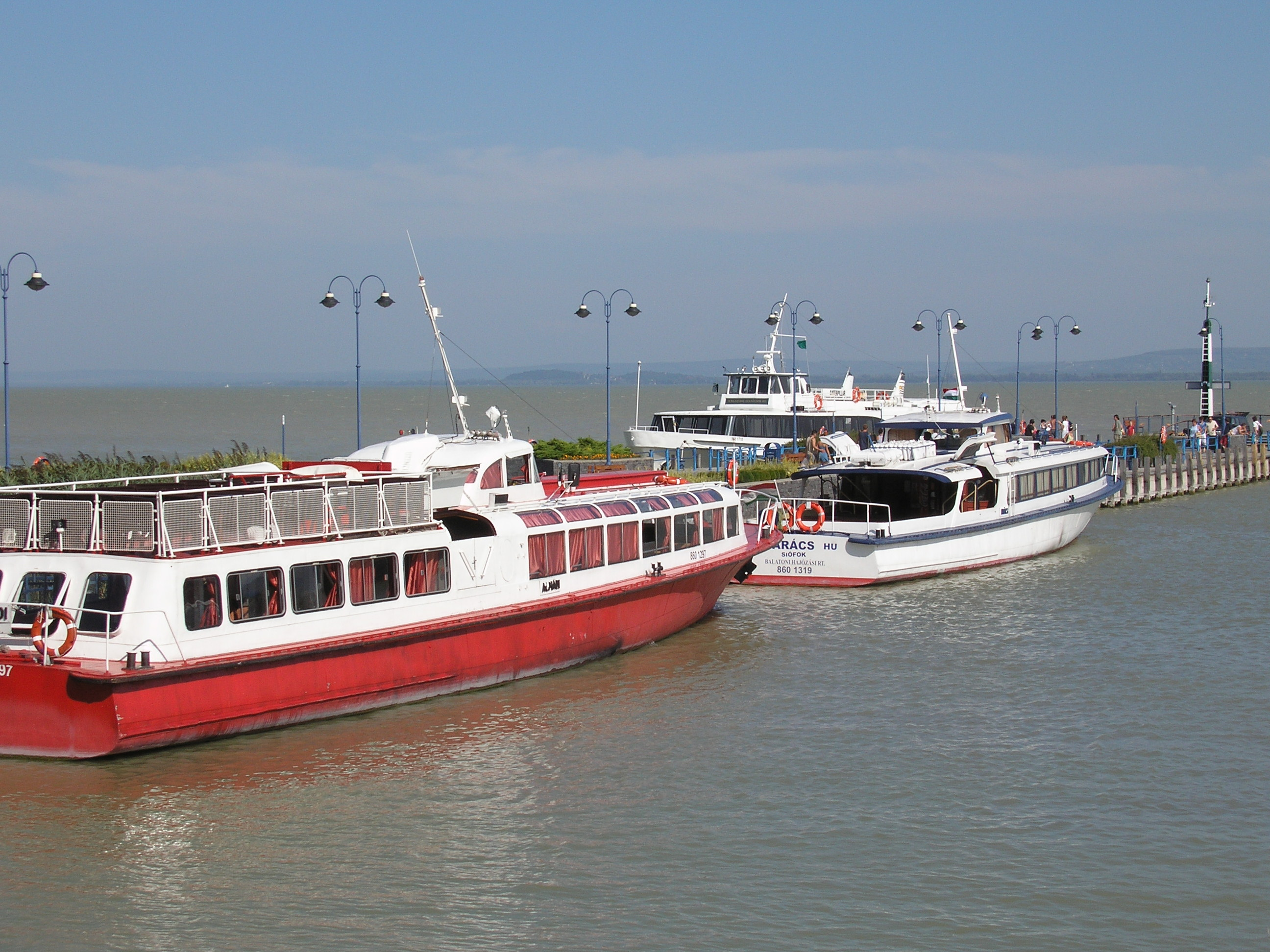
Порт Бадачоньтомай
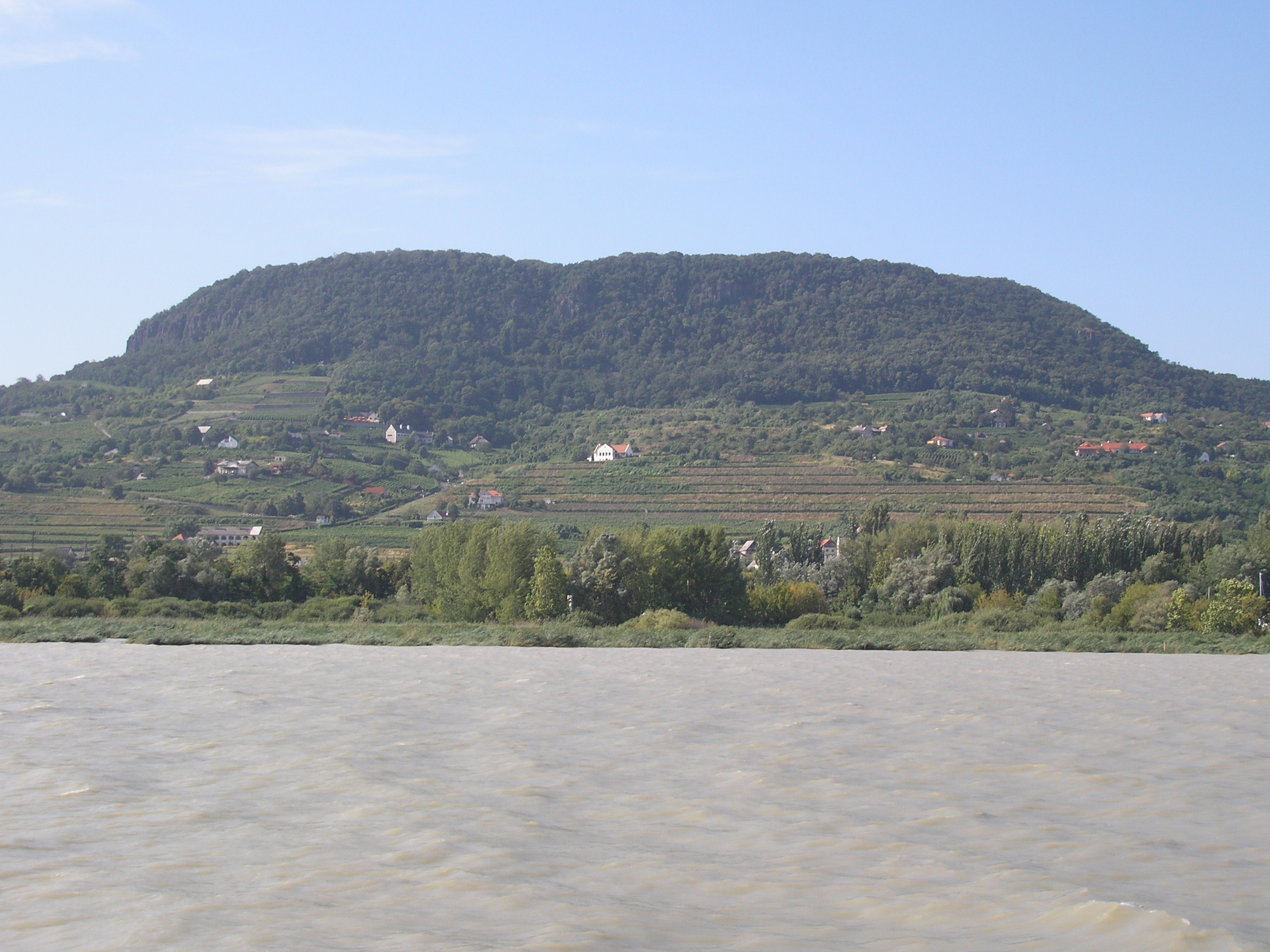
Вид на Бадачоньтомай від озера